# Sanitätskommando 2
Das Sanitätskommando 2 war eines der Sanitätskommandos des Heeres der Bundeswehr. Der Stabssitz war Ulm. Das Sanitätskommando war Teil der Korpstruppen des II. Korps.

## Aufträge
Das Sanitätskommando bündelte auf Ebene des Korps die Sanitätstruppen des Heeres. Auftrag war vorrangig die sanitätsdienstliche Versorgung der Soldaten der Korpstruppen des II. Korps in einem dazu einzurichtenden Hauptverbandplatz. Die unterstellten Divisionen und Brigaden führten eigene Truppenteile der Sanitätstruppe; lageabhängig unterstützte das Sanitätskommando diese nachgeordneten Verbände. Die Reservelazarettorganisation war im Verteidigungsfall das Rückgrat der sanitätsdienstlichen Versorgung im Heer und wurde durch die Sanitätskommandos des Territorialheeres organisiert. In der Rettungskette der Bundeswehr nahm das Sanitätskommando eine mittlere Stellung zwischen den rückwärtigen (Reserve-)Lazaretten des Territorialheeres und den näher bei den vorgeschobenen Kampftruppen eingerichteten Hauptverbandplätzen ein. Neben den Krankenkraftwagen des Krankentransportbataillons verfügte das Sanitätskommando über mehrere schienengebundene Krankentransportzüge, die innerhalb der Rettungskette den Transport der Verwundeten sicherstellen konnten. Eine Sanitätsmaterialkompanie des Krankentransportbataillons betrieb als logistisches Bindeglied zwischen den Sanitätsdepots des Territorialheeres und den nachgeordneten Sanitätsverbänden einen Korpsversorgungspunkt für Sanitätsmaterial. Daher wurde die Kompanie manchmal auch als „Bundeswehrapotheke“ bezeichnet. Der Kommandeur des Sanitätskommandos als Leitender Sanitätsoffizier des Korps und die nachgeordneten Sanitätsoffiziere berieten den Kommandierenden General in sanitätsdienstlichen und wehrmedizinischen Fachfragen.
Im Frieden bestand das Sanitätskommando um 1989 nur aus wenigen aktiven Truppenteilen und nur wenigen aktiven Soldaten. Stattdessen musste das eingelagerte Gerät erst im Verteidigungsfall mobil gemacht oder von zivilen Organisationen eingezogen werden. Wesentliches Element für den  Aufwuchs war die Einberufung von Reservisten, darunter insbesondere Reservesanitätsoffiziere. Insgesamt entsprach die Größe des Sanitätskommandos nach der Mobilmachung mit etwa 2200 Soldaten in etwa 50 % der Größe einer der Brigaden des Feldheeres.

## Gliederung
Um 1989 gliederte sich das Sanitätskommando grob in:
- Stab/Stabskompanie Sanitätskommando 2, Ulm
  -  Sanitätsbataillon 210 (GerEinh), Münsingen
  -  Sanitätsbataillon 220 (GerEinh), Sigmaringen
  -  Krankentransportbataillon 230 (gekadert), Münsingen

## Geschichte
Das Sanitätskommando wurde 1972 zur Einnahme der Heeresstruktur III in der Ulmer Wilhelmsburg-Kaserne aufgestellt.
Nach Ende des Kalten Krieges wurde das Sanitätskommando im September 1993 etwa zeitgleich mit der Umgliederung des II. Korps zum II. Deutsch-Amerikanischen Korps außer Dienst gestellt. Teile wurden zur Aufstellung der Sanitätsbrigade 2 in Ulm verwendet. Nach der Einrichtung des Zentralen Sanitätsdienstes der Bundeswehr wurde bei gleichzeitiger Auflösung der Sanitätsbrigade 2 um 2001 das Sanitätskommando II mit Stab im Schloss Oranienstein in Diez ausgeplant, das aber trotz der Bezeichnung nicht in direkter Traditionslinie des ursprünglichen Sanitätskommandos 2 stand.

## Verbandsabzeichen

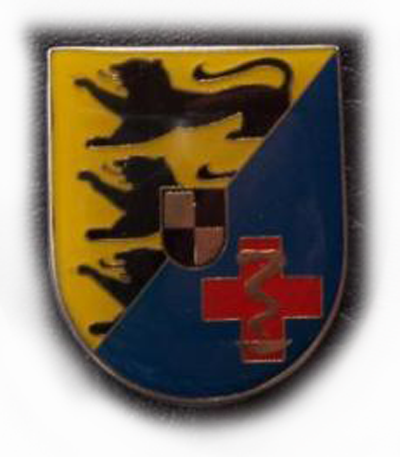
Internes Verbandsabzeichen des Stabes/Stabskompanie

Das Sanitätskommando führte aufgrund seiner Ausplanung als Teil der unselbständigen Korpstruppen kein eigenes Verbandsabzeichen. Die Soldaten trugen daher das Verbandsabzeichen des übergeordneten Korps.
Als „Abzeichen“ wurde daher unpräzise manchmal das interne Verbandsabzeichen des Stabes und der Stabskompanie „pars pro toto“ für das gesamte Sanitätskommando genutzt. Es zeigte das Wappen der Hohenzollern und die Staufer Löwen wie im Großen Landeswappen Baden-Württembergs, das Rote Kreuz, die gewundene Schlange über einer Apothekerschale ähnlich wie im Laufbahnabzeichen für Apotheker auf der blauen Waffenfarbe der Sanitätsdienstes.